# Совхоз №3
Совхо́з № 3 (рос. Совхоз №3) — селище у складі Верхньокамського району Кіровської області, Росія. Входить до складу Рудничного міського поселення.
Населення становить 1 особа (2010, 50 у 2002).
Національний склад станом на 2002 рік — росіяни 96 %.